# Blackmud Creek
Blackmud Creek är ett vattendrag i Kanada.   Det ligger i provinsen Alberta, i den centrala delen av landet, 2 800 km väster om huvudstaden Ottawa.
Runt Blackmud Creek är det i huvudsak tätbebyggt. Runt Blackmud Creek är det mycket tätbefolkat, med 1 056 invånare per kvadratkilometer.